# Johann Anton Theiner
Johann Anton Theiner, född den 5 december 1799 i Breslau, Schlesien, Preussen
död den 15 maj 1860 i Civitavecchia, Rom, var en tysk katolsk teolog. Han var bror till Augustin Theiner.
Theiner blev 1824 extra ordinarie professor i exegetik och kyrkorätt i Breslau, men avsade sig 1830 professuren då han på grund av sitt deltagande i den kyrkoreformatoriska rörelsen förbjöds att föreläsa i kyrkorätt. Till 1845 verkade han som församlingspräst. Då slöt han sig till tysk-katolikerna – en gammalkatolsk gren – frånträdde sitt pastorat och exkommunicerades av furstbiskopen. År 1855 utnämndes han av preussiska regeringen till sekreterare vid universitetsbiblioteket i Breslau. Theiner utgav bland annat Die reformatorische Bestrebungen in der katholischen Kirche (3 häften, 1845).